# Giovanni Lanfranco (volleyboll)
Giovanni Battista Lanfranco, född 9 maj 1956 i Turin, är en italiensk före detta volleybollspelare. Lanfranco blev olympisk bronsmedaljör i volleyboll vid sommarspelen 1984 i Los Angeles.